# Roberto Reinaldo Cáceres González
Roberto Reinaldo Cáceres González (Buenos Aires, 16 de abril de 1921-Montevideo, 13 de enero de 2019) fue un sacerdote católico uruguayo.
Nació en Buenos Aires de padres uruguayos, en el barrio de Almagro. Su familia se mudó luego a Córdoba, para establecerse después en Florida, Uruguay, siendo Cáceres todavía niño. Sintiendo el deseo de ingresar al Seminario Menor, lo hizo en Montevideo, donde su familia se estableció definitivamente.
Ordenado sacerdote, después de desempeñar vicariatos en Canelones y Paso del Molino, fue cura párroco en la comunidad conocida como "la Cruz de Carrasco" y asesor de Acción Católica.
Fue obispo de Melo entre 1962 y 1996. 
Participó en las cuatro sesiones del Concilio Ecuménico Vaticano II.
Era obispo emérito y residía en Montevideo.